# 森林之心
《森林之心》（羅馬化：Duang Jai Jao Pa），改编自納坤的同名小說，由猜吾特·帖普翁執導，查克里特·布恩辛與帕妮查達·姍蘇萬領銜主演的浪漫冒險喜劇。	2024年4月22日起每周一至周五晚间7时在泰国第7电视台播出。

## 劇情簡介
在一個山洞中央有一尊古老的青銅獅子雕像，雕像的眼睛栩栩如生，並等待真正的主人回歸。
Duangjai（帕妮查達·姍蘇萬 飾）來到清邁參加好友Mook的活動，但卻遭遇綁架並失蹤。Duangjai醒來後發現自己被綁在森林深處的小屋裡。雖然她多次嘗試逃跑，但都沒有成功。因為小屋位於森林深處，放眼望去，到處都是山和樹。Duangjai試圖說服綁架她的Singto（查克里特·布恩辛 飾）帶她回家，而Singto只告訴她「時候到了自然會送她回去」。Duangjai的消失確實是爺爺Kraisorn請求Phukhao和Singto幫忙的計劃。因為過去Duangjai曾多次遭到秘密襲擊並想要自殺。隨後，Kraisorn決定讓Singto帶走她並躲起來，為了逃避姑姑Manada的嫉妒。Manada自從Duangjai出生那刻就非常討厭她，因為父親要將所有財產遺贈給Duangjai和他的私生子Mekha，可是身為親生子女的她卻沒有繼承任何財產。
Duangjai能平安歸來嗎？

## 演員陣容
註：括號內的演員姓名為小名。

### 主演
- 查克里特·布恩辛（Oat） 飾演 Singto，部落酋长的儿子[1]
- 帕妮查達·姍蘇萬（Jammie） 飾演 Duangjai[1]

### 配角
- 瓦查拉布恩·黎蘇皖（Note） 飾演 Mekha
- 蘇拉薩·蘇萬納翁（Mon） 飾演 Suea
- 肯娜希妮·薩普米（Eve） 飾演 Dokkaew
- 布藍拉特·洪布（Tan） 飾演 Thiu
- 萬拉達·佩查南（Effy） 飾演 Chaba
- 吉拉宇·汪瓦尼（Film） 飾演 Mafai
- 沙魯·蘇萬巴迪（Jom） 飾演 Khongkraphan
- 納瓦派布恩·烏緹納農（Boss） 飾演 Lo Su
- 薩薇迪里·薩米帕（Tong） 飾演 Manada
- 萬財·寶維本（Toy） 飾演 Kraisorn
- 賈圖隆·科利馬（X） 飾演 Phukhao
- 韋恩·福爾科納（Wayne） 飾演 Saidin
- 帕尼薩拉·芭彤巴塔瑪（Pleng） 飾演 Mook

## 劇集迴響

### 泰國電視收視
- 收視最低的集數以藍色表示，收視最高的集數以紅色表示，而空格則表示該集的收視沒有相關數據。

| 集數 No.   | 播放日期      | 播放時段 (UTC+07:00) | 15+收視率          | 來源   |
| ---------- | ------------- | -------------------- | ------------------ | ------ |
| 1          | 2024年4月22日 | 星期一 19:00         | 3.463              | [ 5 ]  |
| 2          | 2024年4月23日 | 星期二 19:00         | 3.509              | [ 6 ]  |
| 3          | 2024年4月24日 | 星期三 19:00         | 3.448              | [ 7 ]  |
| 4          | 2024年4月25日 | 星期四 19:00         | 3.206              | [ 8 ]  |
| 5          | 2024年4月26日 | 星期五 19:00         |                    |        |
| 6          | 2024年4月29日 | 星期一 19:00         | 3.550              | [ 9 ]  |
| 7          | 2024年4月30日 | 星期二 19:00         | 3.637              | [ 10 ] |
| 8          | 2024年5月1日  | 星期三 19:00         | 3.353              | [ 11 ] |
| 9          | 2024年5月2日  | 星期四 19:00         | 3.402              | [ 12 ] |
| 10         | 2024年5月3日  | 星期五 19:00         |                    |        |
| 11         | 2024年5月6日  | 星期一 19:00         | 3.4                | [ 13 ] |
| 12         | 2024年5月7日  | 星期二 19:00         |                    |        |
| 13         | 2024年5月8日  | 星期三 19:00         |                    |        |
| 14         | 2024年5月9日  | 星期四 19:00         | 3.449 （4+收視率） | [ 14 ] |
| 15         | 2024年5月10日 | 星期五 19:00         |                    |        |
| 16         | 2024年5月13日 | 星期一 19:00         |                    |        |
| 17         | 2024年5月14日 | 星期二 19:00         |                    |        |
| 18         | 2024年5月15日 | 星期三 19:00         |                    |        |
| 19         | 2024年5月16日 | 星期四 19:00         |                    |        |
| 20         | 2024年5月17日 | 星期五 19:00         |                    |        |
| 平均收視率 | 平均收視率    | 平均收視率           |                    | 1      |

^1  基於每集的平均觀眾份額。

## 外部連結
- MyDramaList上的劇情簡介 （页面存档备份，存于）（英文）
- 豆瓣电影上《森林之心》的資料 （简体中文）